# Salinibacter ruber
Salinibacter ruber és un bacteri halòfil vermell que es va trobar en estanys a Alacant i Mallorca el 2002.
Aquest ambient té concentracions de sal molt altes, Salinibacter ruber no pot créixer a una concentració de sal inferior al 15%. La seva concentració ideal es troba entre un 20-30%. Salinibacter ruber sobreviu gràcies a que es capaç de modificar les seqüències de les seves proteïnes, obtenir proteïnes de diferents fonts amb diferents funcions, així com la transferència lateral de gens d'altres organismes halòfils.
Aquesta bacteri és molt interessant degut a les seves característiques extremofiles.Tret comú sobre tot en el domini Archaea.
Salinibacter ruber està més estretament relacionat amb el gènere Rhodothermus (bacteri termòfil i lleugerament halòfil). Encara que genéticament es considera que és més pròxim al gènere Rhodothermus, però és més comparable a la família Halobacteriaceae, degut a la similitud en l'estructura de la proteïna. Té un pigment vermell, és motiu, en forma de barra, i extremadament halòfil.

## Estructura genòmica
S.ruber està format per 3 551 823-bp de cromosomes amb un alt contingut en Guanina + Citosina (66,29%) i un plasmidi de 35.505-bp (contingut del 57,9% de Guanina+Citosina). El cromosoma conte 2934 ORFs i el plasmidi conté 33.

## Estructura cel·lular i metabolisme
S.ruber és un bacteri vermell, gram negatiu, aeròbic i flagel·lat, per tant, mòbil.
Per poder sobreviure en ambients hipersalins, aquest microorganisme ha adaptat les seves estructures de proteïnes, es diferencia dels altres halòfils perquè utilitza una tècnica anomenada canal de protons. Té un alt nivell d'aminoàcids, un baix nivell d'aminoàcids hidrofòbics i un alt contingut en serina. Això li permet uns valors isoeléctrics de 5,2, lo que permet aquest organisme sobreviure.
El Salinibacter ruber ha demostrat mantenir una alta concentració de K-intercel·lular i tenir enzims funcionals a concentracions elevades de sal. Aquests enzims són molt similars als halòfils arquea.
Els enzims són els següents:
1- NAD-dependent isocitrate dehydrogenase (IDH): Funciona òptimament entre 0.5-2.0M KCl i es capaç de treballar amb un rendiment del 60% a valors de 3.3M. La velocitat màxima va ser de 0,2 a 1,2 M de NaCl.
2. NADP-dependent isocitrate dehydrogenase (IDH): Funciona a una velocitat constant en concentració de NaCl de 1-3.2 M. No obstant això, els diferents nivells de KCl proporcionen estimulació.
3-NAD-dependent malate dehydrogenase (MDH) : Funciona de forma òptima amb l'absència de sal i activitat disminuïda amb concentracions de KCl i NaCl augmentades.
4. NAD-dependent glutamate dehydrogenase (GDH): Funciona amb una baixa taxa d'activitat en absència de sal i disminueix amb un augment de la concentració de KCl. Tanmateix, aquest enzim manté un augment de l'activitat amb un augment de la concentració de NaCl. Els nivells òptims d'activitat s'aconsegueixen a 3,0-3,5 M de NaCl
S.ruber també metabolitza la glucosa, manosa, mido i glicerol. Tanmateix només metabolitza sucres quan ha esgotat ja tots els altres substrats. Utilitza la ruta modificada d'Entner-Doudoroff durant la qual es retarda el pas de fosforilació. No obstant això el glicerol s'utilitza abundantment pel creixement, ja que és un dels substrat mes comuns en llacs salins. El metabolisme del glicerol comença amb la cinasa, seguit de la deshidrogenació del 3-fosfatglicerol

## Ecologia

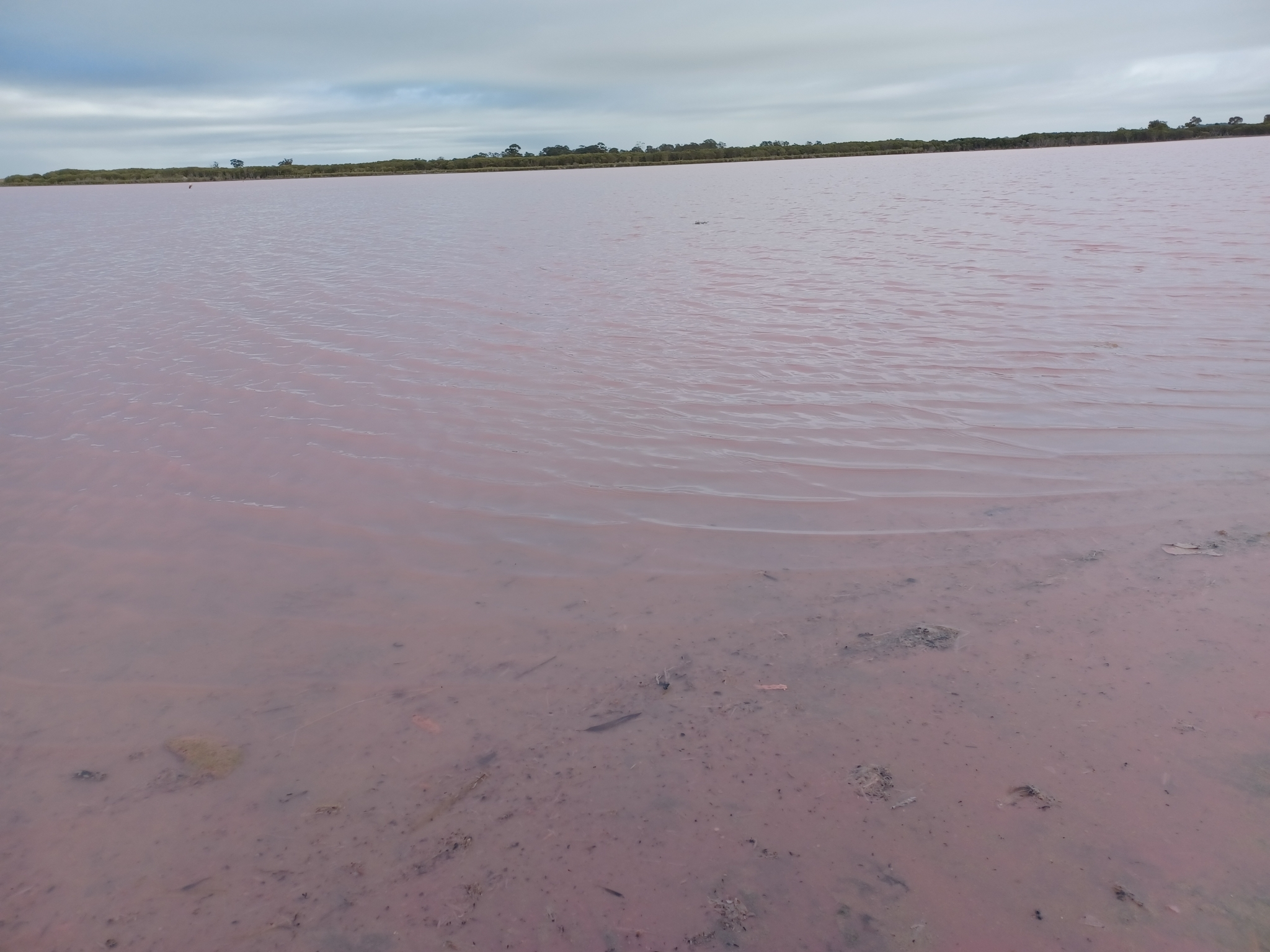
Presencia de Salinibacter ruber en un llac

S. ruber es troba a les basses d'alta concentració salina a Espanya.
Aquest bacteri té un requeriment de sal extremadament alt, el que fa que sigui únic entre bacteris. Els nivells òptims de creixement s'aconsegueixen entre 2,5 i 3,9 M de NaCl, amb un mínim de NaCl de 1,7 M per a qualsevol creixement. Aquest organisme és un component important de la comunitat microbiana, pot arribar a ser fins al 25% de la població microbiana. S. ruber requereix clor per al creixement.

## Patologia
Es desconeix cap patologia causada per aquest microorganisme.